# Proteinania eros
Proteinania eros là một loài bướm đêm trong họ Noctuidae.